# Lake Stevens (Washington)
Lake Stevens je grad u američkoj saveznoj državi Washington. Prema popisu stanovništva iz 2010. u njemu je živjelo 28.069 stanovnika.